# Sitio de Talcahuano
El Sitio de Talcahuano fue un asedio y luego una batalla ocurrida durante la Guerra de Independencia de Chile entre fuerzas del Ejército Unido Libertador de Chile -coalición del Ejército de los Andes y nuevos cuerpos del Ejército de Chile- contra fuerzas del Ejército Real de la Capitanía General de Chile.

## Fuerzas enfrentadas
| Comandante en jefe - General Bernardo O'Higgins Unidades - I División (coronel Juan Gregorio de Las Heras) - 4 Compañías de Granaderos - 4 Compañías de Cazadores - Batallón N.º 3 de Arauco - Batallón N.º 11 de los Andes - II División (teniente coronel Pedro Conde) - Batallón N.º 1 de Chile - Batallón N.º 7 de los Andes - Guardias de Milicianos Nacionales de Chile - III División de Caballería (coronel Ramón Freire) - Escuadrón de Cazadores de la Escolta del Director - 2 Escuadrones de Granaderos a Caballo - IV División de Artillería (mayor José Manuel Borgoño) - 1 Compañía de Artillería (5 piezas y 1 obús) |

| Comandante en Jefe - Coronel José Ordóñez Unidades - Infantería - Batallón Fijo de Concepción - Batallón Fijo de Valdivia - Batallón Cívico de Chillán - Milicias de Florida y Rere - Caballería - Dragones de la Frontera - Dragones de Chillán - Milicias de caballería de Laja - Artillería - 70 cañones de los fuertes del puerto - Unidades Navales de Guerra - Fragata Venganza - Bergantín Potrillo - 1 Lancha Cañonera - 5 Chalupas Cañoneras |

## Los hechos
En un primer momento se pensó sitiar la ciudad de Talcahuano, pero Juan Gregorio Las Heras luego de comprender que tenía inferioridad numérica contra los realistas comandados por José Ordóñez, pidió refuerzos a Bernardo O’Higgins, quien marchó desde Santiago para reforzar a Las Heras.
Organizado y dirigido por Bernardo O'Higgins y el general francés Miguel Brayer, el asalto fracasó, registrándose las siguientes bajas: independentistas: 300 hombres, entre muertos y heridos; realistas, 156 muertos y 280 heridos.
Talcahuano continuaría en manos realistas hasta 1819.
Ante la imposibilidad de ganar, O’Higgins habría redactado el 1 de enero de 1818 una comunicación dirigida al general español Ordóñez, que controlaba en ese momento el puerto de Talcahuano, notificándole de la Independencia de Chile, señalando que este era un "país libre y soberano, no una provincia insurgente" que es considerada como la primera Acta de Independencia de Chile, aunque no hay comprobación documental sobre este hecho y menos sobre el paradero de dicha acta– y posteriormente levantó el asedio.
Por fin, el 10 de enero de 1818 desembarca en Talcahuano, proveniente de Lima, la fuerza expedicionaria de Osorio compuesta por una tropa de 3.276 hombres y 10 piezas de artillería.